# Цветы войны
«Цветы войны» (кит. трад. 金陵十三釵, упр. 金陵十三钗, пиньинь Jinling Shisan Chai) — китайский военно-исторический фильм, снятый в 2011 году режиссёром Чжан Имоу. Экранизация романа Янь Гэлин «13 цветов Нанкина», написанного на основе дневников миссионерки Минни Вотрин.

## Сюжет
В 1937 году Япония вторгается в Китай, начиная вторую японо-китайскую войну. В декабре Японская имперская армия захватывает столицу Китая Нанкин и устраивает систематическую и жестокую Нанкинскую резню.
Когда вторгнувшиеся японцы побеждают китайскую армию, отчаявшиеся школьницы бегут к монастырю католической церкви. По дороге к ним присоединяется американский гробовщик Джон Миллер, который должен был похоронить монастырского священника. В церкви Миллер находит мальчика Джорджа Чэня, сироту, которого воспитал и обучил английскому умерший священник. Мальчик того же возраста, что и школьницы. Вскоре в монастырь приходит группа местных проституток, которые заранее договаривались с церковным поваром, сбежавшем накануне, об убежище в подвале, и хоть Джордж не соглашается их впустить, у него нет выбора. Красивые, яркие женщины занимают подвал, внося яркие краски в серую бренность монастыря, чем вызывают недовольство и настороженность у строго воспитанных школьниц. Миллер симпатизирует Юй Мо, которая искусно держит его на дистанции и пытается уговорить вывезти их из Нанкина. Собор проведывает отец Шу Хуан - ради спасения дочери он начал сотрудничать с японцами и раздобыл пропуск из Нанкина на одного человека, но девочка считает отца предателем и предпочитает остаться в монастыре.
Во время очередного конфликта между школьницами и проститутками в монастырь врываются японские солдаты. Они нападают на не успевших спрятаться школьниц, намереваясь их изнасиловать. Переодевшийся накануне ради шутки в священника, Миллер выдает себя за настоящего священника и пытается защитить девочек, но получает прикладом по голове и теряет сознание. Всех, кроме двух школьниц, спасает выживший китайский снайпер, который, жертвуя собой, расправляется с жестокими японцами.
Во дворе собора Миллер пытается починить старый грузовик, чтобы попытаться уехать на нём из Нанкина. В собор прибывает японский полковник Хасэгава, который извиняется за произошедшее и обещает защищать собор, расставив охрану за воротами. Хасэгава просит, чтобы во время его следующего визита школьницы спели для него хорал. Несколько дней спустя он вручает Миллеру официальное приглашение для школьниц спеть на праздновании победы японской армии в Нанкине. Опасаясь за безопасность девочек, Миллер отказывается, но Хасэгава сообщает ему, что это приказ и что на следующий день за девочками приедут. Перед тем как уйти, японские солдаты пересчитывают школьниц и ошибочно включают в их число одну из проституток, которая в этот момент случайно вышла из подвала, насчитав 13 человек.
Школьница Шу Хуан убеждает других девочек, что лучше погибнуть, спрыгнув с башни монастыря, чем оказаться в руках японцев. Юй Мо и остальные проститутки, пытаясь отговорить их, обещают пойти вместо них. Позже они сомневаются в своем решении, но всё же решают совершить что-то героическое, изменив устоявшееся мнение о проститутках к лучшему. К тому же, шансов выжить у них больше, чем у юных школьниц, ведь они могут использовать свой опыт и талант, чтобы перехитрить японцев и спастись. Миллер против их самоотверженного решения, но понимает, что другого выхода нет. Проститутки переодеваются в мешковатые одежды школьниц, примиряются и прощаются с ними, раздаривая на память свои вещи. Юй Мо проводит первую и последнюю ночь с Миллером. Прибегнув к своим навыкам гробовщика, Миллер изменяет внешность женщин с помощью макияжа и причёсок,  превращая их в школьниц. Запоздало они понимают, что им не хватает ещё одной девочки, так как японцы не успокоятся, если их будет всего 12. Не желая выбирать жертву, Джордж вызывается добровольцем. Миллер не согласен с ним, но на самом деле у них нет иного выбора. Он делает для Джорджа парик из остриженных волос, пытается отвлечь и поддержать его, но не может сдержать слёз. Проститутки делают ножи из разбитых окон и прячут их в свои одежды. Миллер вынужден навсегда расстаться с Юй Мо, которую успел искренне и взаимно полюбить.
На следующий день «13 цветов Нанкина» увозят ничего не подозревающие японские солдаты. План едва не проваливается, когда одна из проституток, изображающая школьницу, отказывается ехать. К тому же вместе с солдатами оказался, сотрудничающий с японцами, отец Шу Хуан, которому позволили увидеть "свою дочь". Поняв, что происходит, отец с трудом сдерживает свои эмоции. Японский солдат убивает его. Миллер, не имея время на похороны, просто закрывает его лицо шляпой и оставляет на дороге. Сразу же после отъезда Миллер прячет школьниц в отремонтированном грузовике. Он говорит Шу Хуан, что её отец был хорошим человеком. Закрыв школьниц поддонами и ящиками от вина, Миллер, используя пропуск на выезд, взятое у отца Шу Хуан, покидает Нанкин. В последней сцене грузовик едет по пустынному шоссе, ведущему на запад, подальше от наступающей японской армии. Судьба «13 цветов Нанкина», принёсших себя в жертву, остаётся неизвестной.

## В ролях
| Актёр          | Роль               |
| -------------- | ------------------ |
| Кристиан Бейл  | Джон Миллер        |
| Ни Ни          | Юй Мо              |
| Синьи Чжан     | Шу                 |
| Тун Давэй      | майор Ли           |
| Ацуро Ватабэ   | полковник Хасэгава |
| Сигэо Кобаяси  | лейтенант Като     |
| Такаси Яманака | лейтенант Асакура  |
| Цао Кэфань     | Мэнь, отец Шу      |
| Хуан Тяньюань  | Джордж Чэнь        |

## Награды и номинации
Фильм выдвигался от Китая на премию «Оскар» за лучший фильм на иностранном языке, но не попал в список номинантов. Кроме того, лента номинировалась на премию «Золотой глобус» в аналогичной категории, а также получила премию Asian Film Awards за лучший актерский дебют (Ни Ни) и ещё 5 номинаций (лучший фильм, режиссура, сценарий, музыка и костюмы).

## Оценки
Фильм получил смешанные отзывы критиков: на сайте Rotten Tomatoes средняя оценка составила 5,5/10 с рейтингом одобрения 42 %, средний балл на Metacritic — 46/100 на основе 22 рецензий. О фильме положительно отозвались Twitch flim, BoxOffice Magazine и Variety, критические рецензии он получил от «Торонто стар» и Роджера Эберта.